# Amblyopone falcata
Amblyopone falcata är en myrart som beskrevs av John E. Lattke 1991. Amblyopone falcata ingår i släktet Amblyopone och familjen myror. Inga underarter finns listade i Catalogue of Life.

## Bildgalleri

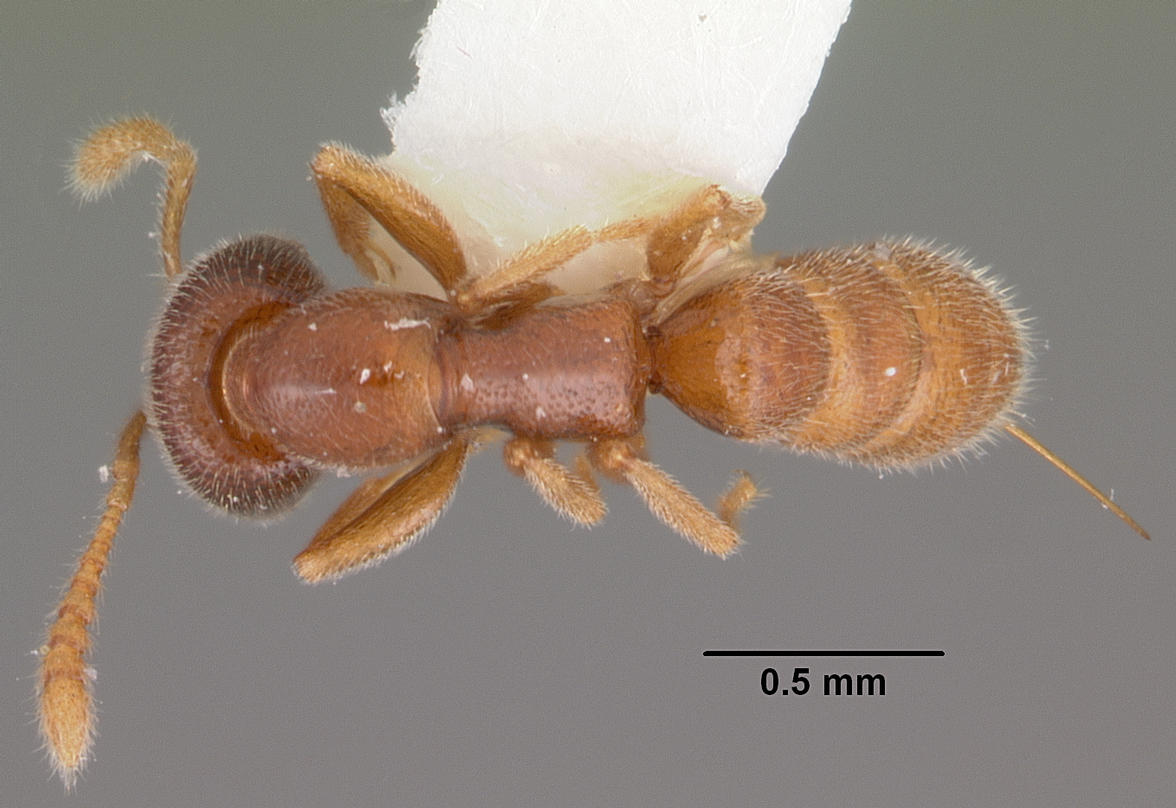
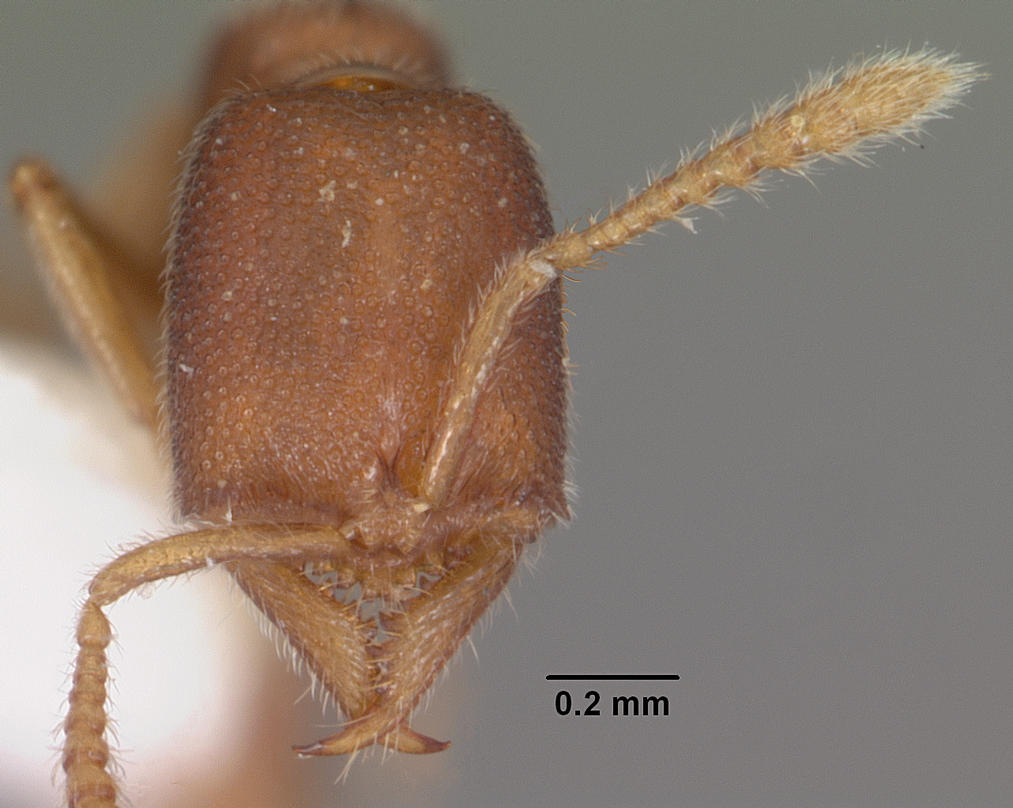
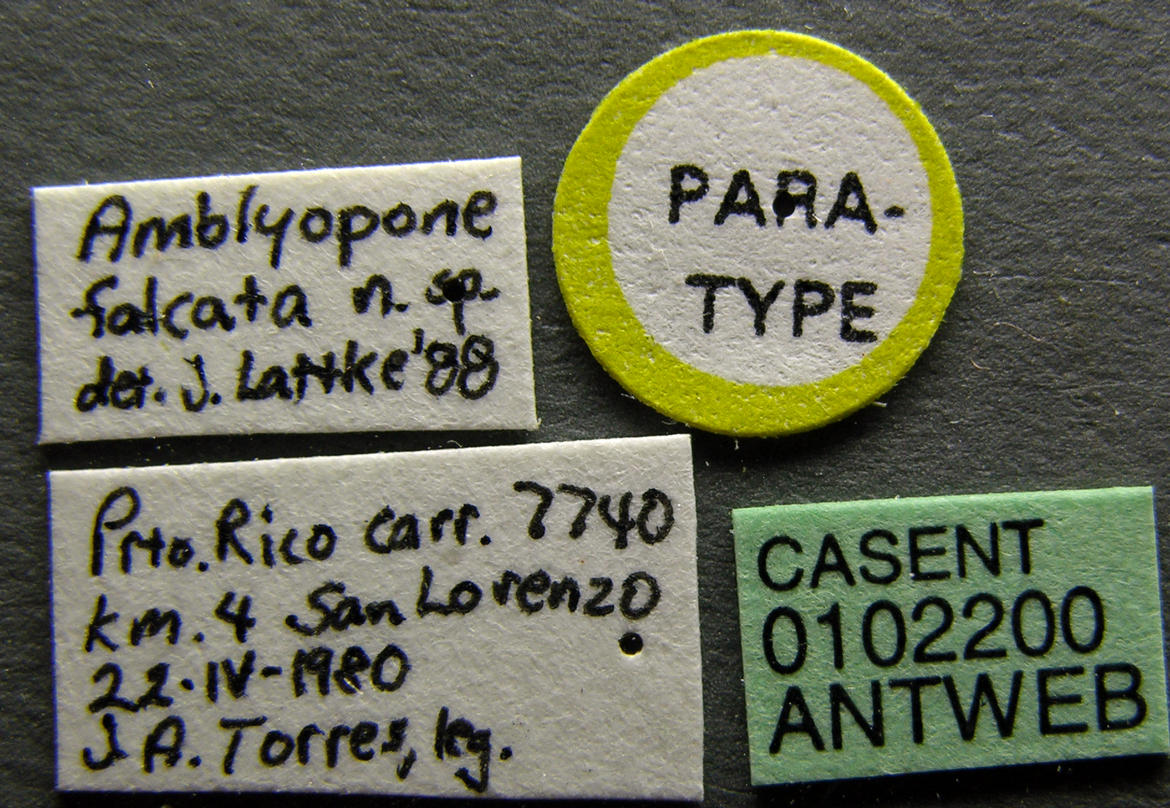
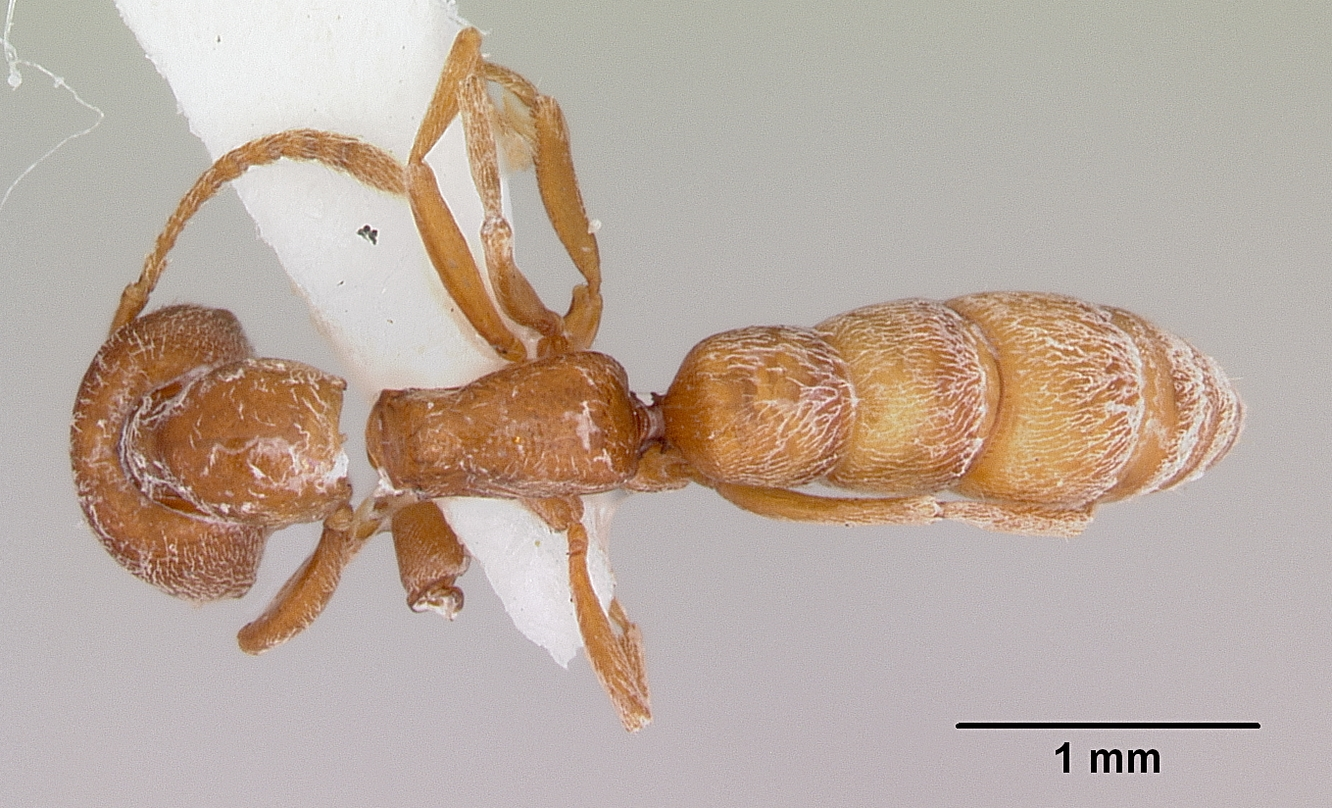
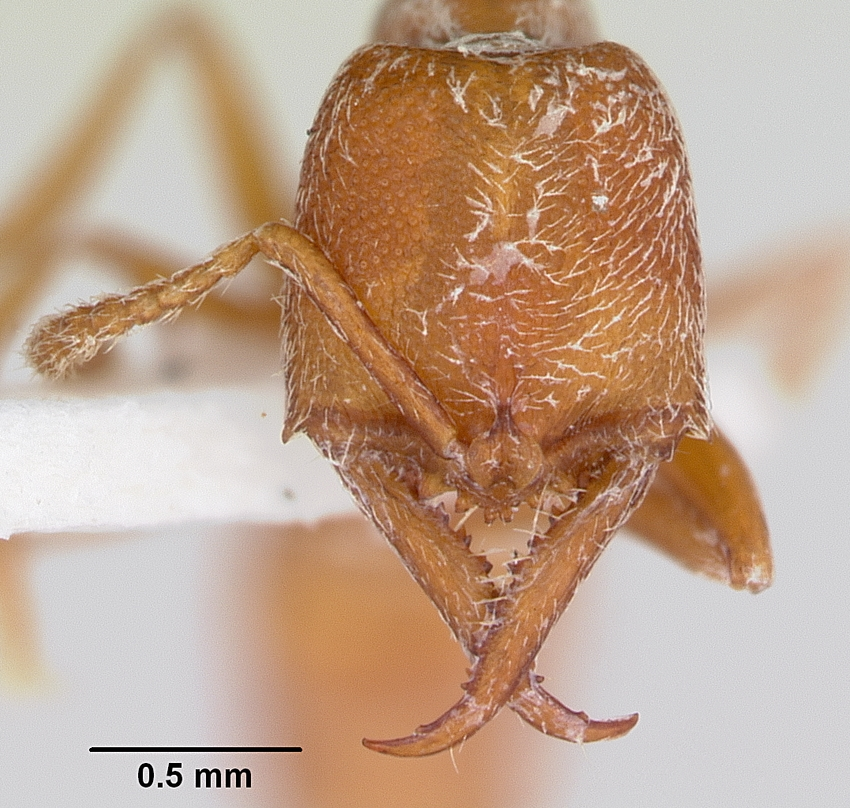
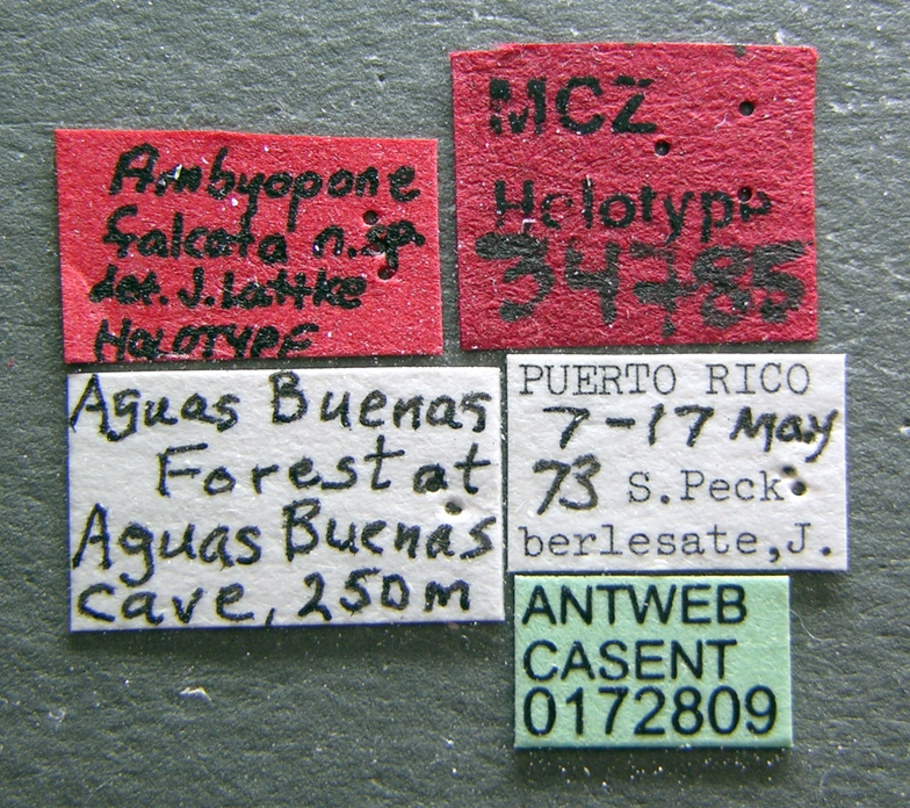